# Polybotes
Polybotes (gr. Πολυβώτης Polybṓtēs, łac. Polybotes) – w mitologii greckiej jeden z gigantów.
Uchodził za syna Uranosa i Gai. Podczas gigantomachii stoczył walkę z Posejdonem, który ścigał go aż do wyspy Kos i odłamawszy kawałek skały przywalił nim giganta. W miejscu, gdzie to się stało, powstała wyspa Nisyros.